# Jean-Baptiste Collet de Messine
Jean-Baptiste Collet de Messine est un homme politique français né le 13 mai 1741 à Issoudun (Indre) et décédé le 2 août 1818 à Trouy (Cher).

## Biographie
Procureur syndic du département, il est député de l'Indre de 1791 à 1792. Il est ensuite membre du bureau de conciliation d'Issoudun et juge à Bourges.